# ハノーファーの出身者一覧
ハノーファーの出身者の一覧である。

## 17世紀以前
- ハインリヒ・ビュンティング（ドイツ語版、英語版）（1545年 - 1606年）福音主義神学者、地理学者、年代記者。
- メルヒオール・シルト（ドイツ語版、英語版）（1592年または1593年 - 1667年）作曲家、北ドイツ・オルガン楽派のオルガン奏者。
- ハインリヒ・ゲゼーケン（ドイツ語版、英語版）（1612年 - 1681年）神学者、言語学者。
- イギリス王ジョージ1世（1660年 - 1727年）イギリス王。
- ユストゥス・ヘニング・ベーマー（ドイツ語版、英語版）（1674年 - 1749年）法学者、教会法学者、宮中顧問官。
- クリスティアン・フェルディナント・アーベル（ドイツ語版、英語版）（1682年 - 1761年）ヴァイオリニスト、ヴィオラ・ダ・ガンバ奏者。
- ゾフィー・ドロテア・フォン・ハノーファー（1687年 - 1757年）プロイセン王妃。
- イギリス王ジョージ2世（1683年 - 1760年）イギリス王。

## 18世紀
- ゴットフリート・ハインリヒ・グロガー（ドイツ語版、英語版）（1710年 - 1779年）オルガン製作者。
- ヨハン・ハルトヴィヒ・エルンスト・フォン・ベルンシュトルフ（1712年 - 1772年）政治家、外交官、デンマークの外務大臣を務めた。
- アンドレアス・ペーター・フォン・ベルンシュトルフ（1735年 - 1797年）外交官。
- ルドルフ・エーリヒ・ラスペ（1736年 - 1794年）文献学者、作家。
- フリードリヒ・ヴィルヘルム・ヘルシェル（1738年 - 1822年）天文学者、音楽家、作曲家。
- ヨハン・クリスティアン・ケストナー（ドイツ語版、英語版）（1741年 - 1800年）法学者、アーキビスト、『若きウェルテルの悩み』のヒロイン、ロッテのモデルとされるシャルロッテ・ブッフの夫として知られる。
- カロライン・ハーシェル（1750年 - 1848年）天文学者。
- ヨハン・アントン・ライゼヴィッツ（ドイツ語版、英語版）（1752年 - 1806年）作家、法学者。
- エルンスト・ブランデス（ドイツ語版、英語版）（1758年 - 1810年）法学者。
- アウグスト・ヴィルヘルム・イフラント（ドイツ語版、英語版）（1759年 - 1814年）俳優、劇作家。
- ヨハン・ハインリヒ・ラムベルク（ドイツ語版、英語版）（1763年 - 1840年）画家、風刺画家。
- カール・フォン・アルテン（ドイツ語版、英語版）（1764年 - 1840年）軍人、官僚。
- ザロモン・ハイネ（ドイツ語版、英語版）（1767年 - 1844年）ハンブルクの裕福な商人、銀行家。
- アウグスト・ヴィルヘルム・シュレーゲル（1767年 - 1845年）文学者、翻訳家、文献学者、評論家。
- シャルロッテ・ツー・メクレンブルク（1769年 - 1818年）ザクセン＝ヒルトブルクハウゼン公妃
- フリードリヒ・シュレーゲル（1772年 - 1829年）思想家、文芸評論家、詩人、小説家。
- ハインリヒ・デーリング（ドイツ語版、英語版）（1773年 - 1850年）画家。
- ルイーゼ・フォン・メクレンブルク＝シュトレーリッツ（1776年 - 1810年）プロイセン王妃。
- メクレンブルク＝シュトレーリッツ大公ゲオルク（1816年 - 1860年）メクレンブルク＝シュトレーリッツ大公
- フリードリヒ・ハウスマン（ドイツ語版、英語版）（1782年 - 1859年）鉱物学者、地質学者。
- ゲオルク・フリードリヒ・ヴィルヘルム・マイヤー（ドイツ語版）（1782年 - 1856年）植物学者、林学者。
- カール・ツー・メクレンブルク（ドイツ語版、英語版）（1785年 - 1837年）プロイセンの将軍。
- ユリウス・アルベルト（ドイツ語版、英語版）（1787年 - 1846年）法学者、エンジニア。
- エルンスト・マイヤー（ドイツ語版、英語版）（1791年 - 1858年）植物学者、作家。
- ハインリヒ・ルドルフ・ヴェントラント（ドイツ語版、英語版）（1791年 - 1869年）植物学者、造園家。
- ゲオルク・ハインリヒ・ペルツ（ドイツ語版、英語版）（1795年 - 1876年）歴史家、司書。
- フリードリヒ・ゴットリープ・バルトリング（ドイツ語版、英語版）（1798年 - 1875年）植物学者。

## 19世紀

### 1801年から1820年
- フィリップ・シュピッタ（ドイツ語版、英語版）（1801年 - 1859年）ルター派神学者、詩人。
- ナタン・マルクス・アドラー（ドイツ語版、英語版）（1803年 - 1890年）チーフ・ラビ。
- ハインリヒ・ダニエル・リュームコルフ（ドイツ語版、英語版）（1803年 - 1877年）機械整備士、電子工学分野の研究家。
- ルイ・シュトロマイヤー（ドイツ語版、英語版）（1804年 - 1876年）外科医。
- フリードリヒ・アウグスト・ローゼン（ドイツ語版、英語版）（1805年 - 1837年）オリエント学者、サンスクリット語学者。
- テオドール・フォン・ビショフ（ドイツ語版、英語版）（1807年 - 1882年）解剖学者、発生学者、生理学者。
- アウグスト・グリーゼバッハ（1814年 - 1879年）植物学者、植物地理学者。
- ヴィルヘルム・ロッシャー（1817年 - 1894年）経済学者。
- ケンブリッジ公爵ジョージ（1819年 - 1904年）イギリスの王族。

### 1821年から1840年
- オーガスタ・オブ・ケンブリッジ（1822年 - 1916年）メクレンブルク＝シュトレーリッツ大公妃。
- ゲオルク・ゴルターマン（ドイツ語版、英語版）（1824年 - 1898年）チェリスト、作曲家。
- ルートヴィヒ・ランゲ（ドイツ語版、英語版）（1825年 - 1885年）古文献学者。
- バートホルト・カール・ジーマン（1825年 - 1871年）植物学者。
- ヘルマン・ヴェントラント（ドイツ語版、英語版）（1825年 - 1903年）植物学者、宮廷造園責任者。
- ゲオルク・アロイス・シュミット（ドイツ語版）（1827年 - 1902年）ピアニスト、作曲家。
- ゲオルク・マイスナー（1829年 - 1905年）解剖学者、生理学者。マイスナー小体の発見者。
- カール・クリントヴォルト（1830年 - 1916年）作曲家、ヴァイオリニスト。
- アレクサンダー・コンツェ（ドイツ語版、英語版）（1831年 - 1914年）考古学者。
- ゲオルク・ザウアーヴァイン（ドイツ語版、英語版）（1831年 - 1904年）出版者、言語学者。
- ヴィルヘルム・クラウゼ（ドイツ語版、英語版）（1833年 - 1910年）解剖学者。
- ヘレーネ・シュトロマイヤー（ドイツ語版、英語版）（1834年 - 1924年）画家。
- グスタフ・マン（ドイツ語版、英語版）（1836年 - 1916年）植物学者。
- ヘルマン・アドラー（ドイツ語版、英語版）（1839年 - 1911年）ユダヤ教正統派のチーフ・ラビ。

### 1841年から1860年
- ハノーファー王太子エルンスト・アウグスト（1845年　- 1923年）ハノーファー王太子。
- ヘルマン・グローテフェント（ドイツ語版）（1845年 - 1931年）アーキビスト、歴史家。
- カール・フュッゲ（ドイツ語版、英語版）（1847年 - 1923年）細菌学者、衛生学者。
- エーリヒ・フォン・キールメンゼグ（ドイツ語版、英語版）（1847年 - 1923年）官僚、政治家。
- ハンス・グリーゼバッハ（ドイツ語版、英語版）（1848年 - 1904年）建築家。
- ゲオルク・ガフキー（1850年 - 1918年）細菌学者。チフス菌の培養に成功した。
- ゲオルク・レーデボーア（ドイツ語版、英語版）（1850年 - 1947年）政治家、ジャーナリスト。
- ヴィルヘルム・フォン・リューマン（ドイツ語版、英語版）（1850年 - 1906年）彫刻家、メダル彫金師。
- エミール・ベルリナー（1851年 - 1929年）発明家。レコード蓄音機の発明で知られる。
- フェルディナント・フォン・リンデマン（1852年 - 1939年）数学者。円周率が超越数であることを示し、円の正方形化の作図が不可能であることを証明した。
- クラウス・マイヤー（1856年 - 1919年）画家。
- オットー・クルシウス（ドイツ語版、英語版）（1857年 - 1918年）哲学者。
- マックス・デフリエント（ドイツ語版、英語版）（1857年 - 1929年）俳優。
- ルートヴィヒ・ブルンス（ドイツ語版、英語版）（1858年 - 1916年）神経学者。
- ヘルマン・コボルト（1858年 - 1942年）天文学者。
- ルートヴィヒ・フォン・エストルフ（ドイツ語版、英語版）（1859年 - 1943年）第一次世界大戦時のドイツの将軍。
- カール・シュフハルト（ドイツ語版、英語版）（1859年 - 1943年）先史学者、博物館館長。

### 1861年から1880年
- ヴィルヘルム・マイヤー＝フェルスター（ドイツ語版、英語版）（1862年 - 1934年）作家。
- カール・ヘンケル（ドイツ語版、英語版）（1864年 - 1929年）詩人、作家。
- ロベルト・マイヤー（ドイツ語版、英語版）（1864年 - 1947年）産婦人科医、病理学者。
- フランク・ヴェーデキント（1864年 - 1918年）劇作家。
- オットー・ビュルガー（ドイツ語版、英語版）（1865年 - 1945年）動物学者。
- アルフレート・フーゲンベルク（1865年 - 1951年）実業家、政治家。ヒトラー内閣で経済相と食糧農業相を兼務した。
- エミール・クネーヴェナーゲル（ドイツ語版、英語版）（1865年 - 1921年）化学者。
- オスカー・フロリアヌス・ブルームナー（1867年 - 1938年）建築家、画家。
- エルンスト・オップラー（1867年 - 1929年）画家、版画家。
- ゲオルク・マイヤー（ドイツ語版、英語版）（1868年 - 1911年以後）射撃選手
- ハインリヒ・キュスター（ドイツ語版、英語版）（1870年 - 1956年）建築家。
- ヴィルヘルム・シュピーゲルベルク（ドイツ語版、英語版）（1870年 - 1930年）エジプト学者
- パウル・ウーレンフート（ドイツ語版、英語版）（1870年 - 1957年）細菌学者、衛生学者。
- アルベルト・ブラックマン（ドイツ語版、英語版）（1871年 - 1952年）歴史家、アーキビスト
- ルートヴィヒ・クラーゲス（1872年 - 1956年）哲学者、心理学者。筆跡学の創始者。
- テオドール・レッシング（1872年 - 1933年）哲学者、政治ジャーナリスト。
- カール・ヤトー（1873年 - 1933年）航空分野のパイオニア。
- カール・フォン・ミュラー（ドイツ語版、英語版）（1873年 - 1923年）第一次世界大戦時の海軍司令官。
- ハンス・シュティレ（1876年 - 1966年）地質学者。
- ペーター・シュトラッサー（1876年 - 1918年）第一次世界大戦時の海軍司令官。
- カール・ノイベルグ（1877年 - 1956年）生化学者。
- ヘンリー・マイヤー（ドイツ語版）（1878年 - 1955年）自転車競技選手。
- ゲルハルト・ボック（ドイツ語版、英語版）（1879年 - 1945年）射撃選手。
- フリッツ・ハールマン（1879年 - 1925年）連続殺人犯。

### 1881年から1900年
- エゴン・ペトリ（1881年 - 1962年）ピアニスト。
- パウル・ギュンター（ドイツ語版、英語版）（1882年 - 1959年）飛込競技選手。
- フリードリヒ・ブルンシュテート（ドイツ語版、英語版）（1883年 - 1944年）福音主義神学者、哲学者。
- ルチー・ヘフリヒ（ドイツ語版、英語版）（1883年 - 1956年）俳優。
- ベルンハルト・ルスト（1883年 - 1945年）政治家。ヒトラー内閣の科学・教育・文化大臣を務めた。
- ラインホルト・リューデンベルク（ドイツ語版、英語版）（1883年 - 1961年）電子工学エンジニア。
- オットー・マイヤーホフ（1884年 - 1951年）生化学者。
- パウル・フォン・ハーゼ（1885年 - 1944年）軍人。ヒトラー暗殺計画に参加して処刑された。
- クルト・シュヴィッタース（1887年 - 1948年）芸術家。
- リカルド・ウルフ（1887年 - 1981年）発明家、外交官、慈善家。
- ゲオルク・アレクサンダー（ドイツ語版、英語版）（1888年 - 1945年）俳優、演出家、プロデューサー。
- イリス・ルンゲ（ドイツ語版、英語版）（1888年 - 1996年）数学者、物理学者。
- コーラ・ベルリナー（ドイツ語版、英語版）（1890年 - 1942年）経済学者、社会学者。ホロコーストの犠牲者。
- カール・ブーフハイスター（ドイツ語版、英語版）（1890年 - 1964年）画家、グラフィックデザイナー、レリーフ作家。
- フリッツ・オーデマー（ドイツ語版、英語版）（1890年 - 1955年）俳優。
- エルヴィン・パノフスキー（1892年 - 1968年）美術史家。
- ヴァルター・シェラー（ドイツ語版、英語版）（1892年 - 1944年）軍人。第二次世界大戦時の中将。
- マキシミリアン・フォン・ヘルフ（1893年 - 1945年）軍人。親衛隊大将。
- ハインリヒ・ビューテフィッシュ（ドイツ語版、英語版）（1894年 - 1969年）化学者。親衛隊中佐。
- ハンス＝ヴァルター・ハイネ（ドイツ語版、英語版）（1894年 - 1967年）第二次世界大戦時の軍人。最終階級は中将。
- ハンス＝ギュンター・フォン・ロスト（ドイツ語版、英語版）（1894年 - 1945年）第二次世界大戦時の軍人。最終階級は中将。
- ヴィルヘルム・レトガー（ドイツ語版、英語版）（1894年 - 1946年）ナチ時代の死刑執行人。
- テオドール・シュパルクール（ドイツ語版、英語版）（1894年 - 1946年）カメラマン。
- ワルター・アーベントロート（1896年 - 1973年）作曲家。
- ハインリヒ・ゲッツ（ドイツ語版、英語版）（1896年 - 1960年）第二次世界大戦時の軍人。最終階級は中将。
- オットー・ハインリヒ・シンデヴァルフ（ドイツ語版、英語版）（1896年 - 1971年）古生物学者。
- ヒルデ・ヒルデブラント（ドイツ語版、英語版）（1897年 - 1976年）俳優。
- フリードリヒ・ゲオルク・ユンガー（ドイツ語版、英語版）（1898年 - 1977年）詩人、エッセイスト
- ホルスト・フォン・メレンティン（ドイツ語版、英語版）（1898年 - 1977年）第二次世界大戦時の軍人。最終階級は砲兵大将。
- ハンス・リリェ（ドイツ語版、英語版）（1899年 - 1977年）ルター派神学者、芸術史家。
- ゲルハルト・グラーフ・フォン・シュヴェーリン（ドイツ語版、英語版）（1899年 - 1980年）第二次世界大戦時の軍人。最終階級は装甲兵大将。
- イルゼ・ヘス（ドイツ語版、英語版）（1900年 - 1995年）ルドルフ・ヘスの妻。
- エドゥアルト・ヴォルパース（ドイツ語版、英語版）（1900年 - 1976年）サッカー選手。

## 20世紀

### 1901年から1910年
- グスタフ・フレーリヒ（1902年 - 1987年）俳優。
- パスクアル・ヨルダン（1902年 - 1980年）物理学者。
- ユルゲン・フォン・アルテン（ドイツ語版、英語版）（1903年 - 1994年）俳優、映画監督。
- テオ・リンゲン（1903年 - 1978年）俳優。
- グレーテ・ヴァイザー（ドイツ語版、英語版）（1903年 - 1970年）俳優。
- フリッツ・ハイネ（ドイツ語版、英語版）（1904年 - 2002年）政治家、出版社経営者。
- ラインハルト・シュヴァルツ＝シリング（1904年 - 1985年）作曲家。
- ヒルデ・ヴェーゲナー（ドイツ語版、英語版）（1904年 - 1992年）俳優。
- ヴァルター・ミュラー（1905年 - 1979年）物理学者、発明家。
- エーリヒ・メラー（ドイツ語版、英語版）（1905年 - 1964年）トラックレース選手。
- ヴィリー・シャッツ（ドイツ語版、英語版）（1905年 - 1985年）歯科医。アウシュヴィッツ強制収容所とノイエンガンメ強制収容所で歯科医として働いた。
- ハインリヒ・フリードリヒ・ジーデントプフ（ドイツ語版、英語版）（1906年 - 1963年）天文学者、物理学者。
- フリッツ・ラーベス（1906年 - 1978年）鉱物学者、結晶学者。
- ハンナ・アーレント（1906年 - 1975年）政治哲学者。
- エリー・バインホルン（1907年 - 2007年）パイロット。
- ヘドヴィヒ・ボルハーゲン（ドイツ語版、英語版）（1907年 - 2001年）陶芸家
- ルドルフ・ユーゲルト（ドイツ語版、英語版）（1907年 - 1979年）映画監督。
- ロルフ・ダールグリュン（ドイツ語版、英語版）（1908年 - 1969年）政治家。1962年から1966年まで連邦財務大臣を務めた。
- ヘルベルト・ディル（ドイツ語版、英語版）（1908年 - 1944年）陸上競技選手。
- フリッツ・グンスト（ドイツ語版、英語版）（1908年 - 1992年）水球選手。1928年アムステルダムオリンピックでの優勝メンバー、1932年ロサンゼルスオリンピックおよび1936年ベルリンオリンピックでの準優勝メンバー。
- ヴィリー・ザイベルト（ドイツ語版）（1908年 - 1976年）親衛隊大佐。
- ディーター・ボルシェ（ドイツ語版、英語版）（1909年 - 1982年）俳優。
- ハインリヒ・グラーフ・フォン・レーンドルフ＝シュタインオルト（ドイツ語版、英語版）（1909年 - 1944年）反ナチス運動家。7月20日事件の参加者の1人。
- ルドルフ・ヒレブレヒト（ドイツ語版、英語版）（1910年 - 1999年）建築家、都市プランナー。

### 1911年から1920年
- マルテ・イェーガー（ドイツ語版、英語版）（1911年 - 1961年）俳優、声優。
- ベルンハルト・バイアー（ドイツ語版、英語版）（1912年 - 2003年）水球選手。1936年ベルリンオリンピックでの準優勝メンバー。
- ホルスト・マタイ・クヴェレ（ドイツ語版、英語版）（1912年 - 1927年）哲学者。
- エゴン・フランケ（1913年　-1995年）政治家。
- フリッツ・フロム（ドイツ語版、英語版）（1913年 - 2001年）ハンドボール選手、指導者。
- トルーデ・マイヤー（ドイツ語版、英語版）（1914年 - 1999年）体操選手。1936年ベルリンオリンピック体操団体金メダリスト。
- エーリヒ・トップ（1914年 - 2005年）軍人。第二次世界大戦のUボート艦長。
- カール・クローロフ（ドイツ語版、英語版）（1915年 - 1999年）作家。
- アンネ・バイデンス（ドイツ語版、英語版）（1919年 - 2021年）俳優、映画プロデューサー。
- ヴァルター・ギーゼラー（1919年 - 1999年）作曲家、音楽理論家。
- ユルゲン・フォン・・ベッケラート（ドイツ語版、英語版）（1920年 - 2016年）エジプト学者。

### 1921年から1930年
- ヘルシェル・グリュンシュパン（1921年 - 没年不明）反ナチス運動家。外交官エルンスト・フォム・ラートを暗殺し、これが水晶の夜のきっかけとなった。
- ゲルト・コッホ（ドイツ語版、英語版）（1922年 - 2005年）文化人類学者。
- ルドルフ・アウグスタイン（ドイツ語版、英語版）（1923年 - 2002年）ジャーナリスト、出版者。
- ヘルマン・グンメル（ドイツ語版、英語版）（1923年 - 2022年）物理学者。
- ヘルムート・ローデ（ドイツ語版、英語版）（1925年 - 2016年）政治家。1974年から1978年まで連邦教育・学術大臣を務めた、
- ハンス・ブルーム（ドイツ語版、英語版）（1928年 - ）作曲家、作詞家、音楽プロデューサー、歌手。
- カール・ダールハウス（1928年 - 1989年）音楽学者。
- ハンス・ロタール（ドイツ語版、英語版）（1929年 - 1967年）俳優。
- カール・オットー・ペール（ドイツ語版、英語版）（1929年 - 2014年）銀行家。1980年から1991年までドイツ連邦銀行総裁を務めた。
- ディーター・ロート（ドイツ語版、英語版）（1930年 - 1998年）詩人、パフォーマンス・アーティスト。

### 1931年から1940年
- ウィン・フープ（ドイツ語版、英語版）（1936年 - ）歌手、作家。
- クラウス・ペーター・カドスキー（ドイツ語版、英語版）（1937年 - 2011年）カリカチュア作家。
- カルステン・マイヤー（ドイツ語版、英語版）（1937年 - ）ヨット競技選手。1972年ミュンヘンオリンピックスター級銅メダリスト。
- レナーテ・マイヤー（ドイツ語版、英語版）（1938年 - ）陸上競技選手。
- マティアス・フックス（ドイツ語版、英語版）（1939年 - 2002年）俳優、声優。
- ヴォルフガング・ホフマン＝リーム（ドイツ語版、英語版）（1940年 - ）法学者。連邦憲法裁判所判事を務めた。
- ヴォルフガング・ホッテンロット（ドイツ語版、英語版）（1940年 - ）漕艇選手。1964年東京オリンピックでの舵手なしペア銅メダリスト、1968年メキシコシティーオリンピックでのエイト金メダリスト。
- ベンノ・オーネゾルク（1940年 - 1967年）デモ中に警官に射殺された学生。

### 1941年から1950年
- オットー・ザンダー（1941年 - 2013年）俳優。
- クラウス・グラーン（1942年 - ）柔道家。1964年東京オリンピック無差別級銅メダリスト、1972年ミュンヘンオリンピック93kg超級銀メダリスト。
- ゲルハルト・グロゴフスキ（ドイツ語版、英語版）（1943年 - ）政治家。1998年から1999年までニーダーザクセン州首相を務めた。
- ハンス・モーザー（ドイツ語版、英語版）（1944年 - 2016年）ポルノ映画の映画監督、プロデューサー。
- ディルク・ロスマン（ドイツ語版、英語版）（1946年 - ）企業家、文筆家。
- エルク・ゼンス＝ゴリウス（ドイツ語版、英語版）（1946年 - ）フェンシング選手。1976年モントリオールオリンピックでの男子フルーレ団体金メダリスト。
- ウーリ・シュタイン（ドイツ語版、英語版）（1946年 - ）カートゥーン作家。
- クラウス・マイネ（1948年 - ）ミュージシャン。ロックバンド「スコーピオンズ」のボーカリスト。
- ハンス＝ディーター・シュミット（ドイツ語版、英語版）（1948年 - ）サッカー指導者。
- エーヴェリン・ハース（ドイツ語版、英語版）（1949年 - ）弁護士、判事。連邦行政裁判所判事（1990年-1994年）、連邦憲法裁判所判事（1994年-2005年）を務めた。
- マチュー・カリエール（ドイツ語版、英語版）（1950年 - ）俳優、作家。
- ティナ・エンゲル（ドイツ語版、英語版）（1950年 - ）俳優。

### 1951年から1960年
- ヴェルナー・ランペ（ドイツ語版、英語版）（1952年 - ）水泳選手。1972年ミュンヘンオリンピックでの4×200m自由形銀メダリスト、200m自由形銅メダリスト。
- カリーン・ロホテ（ドイツ語版、英語版）（1952年 - ）海洋学者、生物学者。
- ラルス・ベッカー（ドイツ語版、英語版）（1954年 - ）映画監督、脚本家、犯罪小説作家。
- カルクス・ボイゼン（ドイツ語版、英語版）（1954年 - ）俳優。
- フランシス・ブーフホルツ（ドイツ語版、英語版）（1954年 - ）ロックベーシスト。
- マレイケ・カリエール（ドイツ語版、英語版）（1954年 - 2014年）俳優。
- ホルスト・ドライアー（ドイツ語版、英語版）（1954年 - ）弁護士、法哲学者。
- エルンスト・アウグスト・フォン・ハノーファー（1954年 - ）ハノーファー家の家長。
- ドーリス・デリエ（1955年 - ）映画監督、オペラ演出家、作家。
- マティアス・ヤプス（ドイツ語版、英語版）（1955年 - ）ギターリスト。ロックバンド「スコーピオンズ」のメンバー。
- ハイコ・フォン・デア・ライエン（ドイツ語版、英語版）（1955年 - ）医師。
- インゴ・メッツマッハー（1957年 - ）指揮者。
- ユルゲン・ミレフスキ（ドイツ語版、英語版）（1957年 - ）サッカー選手、スポーツエージェント。
- フランク・パーゲルスドルフ（ドイツ語版、英語版）（1958年 - ）サッカー選手、指導者。
- ディーター・シャッツシュナイダー（ドイツ語版、英語版）（1958年 - ）サッカー選手、指導者。
- フランク・ハルトマン（ドイツ語版、英語版）（1960年 - ）サッカー選手。
- ニコラ・ティゲラー（ドイツ語版、英語版）（1960年 - ）俳優、演劇教育者。

### 1961年から1970年
- ヘニング・フォン・ベルク（ドイツ語版、英語版）（1961年 - ）写真家。
- ハインリヒ・ユリウス・フォン・ハノーファー（1961年 - ）ハノーファー王国およびブラウンシュヴァイク公国の王族。
- フランク・ヴィーネケ（1962年 - ）柔道家。1984年ロサンゼルスオリンピック78kg級金メダリスト、1988年ソウルオリンピック78kg級銀メダリスト。
- グリゴリオス・アゲリディス（ドイツ語版、英語版）（1965年 - ）政治家。
- オリヴァー・カルコーフェ（ドイツ語版、英語版）（1965年 - ）俳優、コメディアン、キャバレリスト。
- エッカルト・フォン・クレーデン（ドイツ語版、英語版）（1965年 - ）法学者、ロビイスト、政治家。
- カール・コッホ（ドイツ語版、英語版）（1965年 - 1989年）ハッカー
- マリア・シュラーダー（1965年 - ）俳優、脚本家、映画監督。
- カイ・ヴィージンガー（ドイツ語版、英語版）（1966年 - ）俳優、映画監督、脚本家。
- マクシミリアン・ハイデンライヒ（ドイツ語版、英語版）（1967年 - ）サッカー選手、指導者。
- リック J. ヨルダン（ドイツ語版、英語版）（1968年 - ）音楽プロデューサー、作曲家、音響デザイナー。
- クラウス＝ディーター・ペターセン（ドイツ語版、英語版）（1968年 - ）ハンドボール選手、指導者。
- ゼバスティアン・シッパー（ドイツ語版、英語版）（1968年 - ）俳優、映画監督。
- ゼバスティアン・エダティー（ドイツ語版、英語版）（1969年 - ）政治家。
- マルティン・グロート（ドイツ語版、英語版）（1969年 - ）サッカー選手。
- アンドレア・ハウゲン（ドイツ語版、英語版）（1969年 - ）ミュージシャン、作家。
- クリスティアン・フォン・ベッティヒャー（ドイツ語版）（1970年 - ）政治家。
- スヴェン・ホフマイスター（ドイツ語版、英語版）（1970年 - ）サッカー選手
- マルコ・ミンネマン（1970年 - ）ドラマー。
- ババク・ラファティ（ドイツ語版、英語版）（1970年 - ）サッカー審判員。

### 1971年から1980年
- シュテフェン・アリグバブ（ドイツ語版、英語版）（1972年 - ）バスケットボール選手、指導者。
- ディルク・ヒルブレヒト（ドイツ語版、英語版）（1972年 - ）政治家。
- マルク・モリソン（ドイツ語版、英語版）（1972年 - ）歌手。
- アンドレ・ブライテンライター（ドイツ語版、英語版）（1973年 - ）サッカー選手、指導者。
- デニス・ガンゼル（1973年 - ）映画監督、脚本家。
- アルント・マイアー（1973年 - ）レーシングドライバー。
- ベッティーナ・ヴルフ（ドイツ語版、英語版）（1973年 - ）メディア経営者。連邦大統領クリスティアン・ヴルフの妻。
- クリストフ・ババッツ（ドイツ語版、英語版）（1974年 - ）サッカー選手
- オリヴァー・ランペ（ドイツ語版、英語版）（1974年 - ）水泳選手。1996年アトランタオリンピックでの4×200m自由形リレー銅メダリスト。
- ハカン・ゼルベス（ドイツ語版）（1974年 - ）ポルノ俳優。
- グリシャ・ニールマン（ドイツ語版、英語版）（1975年 - ）自転車ロードレース選手。
- ヤン・ヴュステンフェルト（ドイツ語版、英語版）（1975年 - ）バイアスロン選手。
- フォルカン・アルスラン（ドイツ語版、英語版）（1978年 - ）サッカー選手。
- ボーラ・ダグテキン（ドイツ語版、英語版）（1978年 - ）脚本家、映画監督。
- オリヴァー・ポッハー（ドイツ語版、英語版）（1978年 - ）コメディアン、TV司会者、俳優。
- デューゼン・テッカル（ドイツ語版、英語版）（1978年 - ）作家、TVジャーナリスト、政治学者。
- ファビアン・エルンスト（1979年 - ）サッカー選手。
- ゼーレン・マッケーベン（ドイツ語版、英語版）（1979年 - ）水球選手。
- アンナレーナ・ベアボック（1980年 - ）政治家。2021年から連邦外務大臣を務める。
- マルクス・クレッシェ（ドイツ語版、英語版）（1980年 - ）サッカー選手、指導者。
- コルネリウス・マイスター（1980年 - ）ピアニスト。

### 1981年から1990年
- アンケ・キューン（ドイツ語版、英語版）（1981年 - ）フィールドホッケー選手。
- ディルク・ヴェルナー（1981年 - ）レーシングドライバー。
- マルティナ・ミュラー（ドイツ語版、英語版）（1982年 - ）テニス選手。
- エンマヌエル・クロンティリス（ドイツ語版、英語版）（1983年 - ）サッカー選手。
- デニス・ウルフ（1983年 - ）サッカー選手。
- ペア・メルテザッカー（1984年 - ）サッカー選手。
- ヘンドリーク・グロースエーミヘン（ドイツ語版、英語版）（1985年 - ）サッカー選手。
- バスティアン・シュルツ（ドイツ語版、英語版）（1985年 - ）サッカー選手。
- ヘンリク・エルンスト（ドイツ語版、英語版）（1986年 - ）サッカー選手。
- キム・ビルケ（ドイツ語版、英語版）（1987年 - ）サッカー選手。
- フェルハト・ビクマズ（ドイツ語版、英語版）（1988年 - ）サッカー選手。
- ファティ・ユルマズ（ドイツ語版、英語版）（1989年 - ）サッカー選手。

### 1991年から2000年
- ニコ・ギーセルマン（1991年 - ）サッカー選手。
- レナ・マイヤー＝ラントルート（1991年 - ）歌手。
- ピア＝ゾフィー・オルトハーファー（ドイツ語版、英語版）（1992年 - ）フィールドホッケー選手。
- ニクラス・フュルクルク（1993年 - ）サッカー選手。
- フェデリコ・パラシオス・マルティネス（ドイツ語版、英語版）（1995年 - ）サッカー選手。
- モハンメド・バグダディー（ドイツ語版、英語版）（1996年 - ）サッカー選手。
- オヌール・カピン（ドイツ語版、英語版）（1996年 - ）サッカー選手。
- レオ・アッペルト（ドイツ語版、英語版）（1997年 - ）自転車競技選手。
- リカルダ・ヴァルクリング（ドイツ語版、英語版）（1997年 - ）サッカー選手。
- スティーナ・ヨハネス（2000年 - ）サッカー選手。